# Vorkstaartkoningstiran
De vorkstaartkoningstiran (Tyrannus savana) is een zangvogel uit de familie Tyrannidae (Tirannen).

## Verspreiding en leefgebied
Deze soort komt voor van zuidelijk Mexico tot Uruguay en telt vier ondersoorten:
- T. s. monachus: van zuidelijk Mexico tot Colombia, de Guiana's en noordelijk Brazilië.
- T. s. sanctaemartae: noordelijk Colombia en noordwestelijk Venezuela.
- T. s. circumdatus: het oostelijke deel van centraal Brazilië.
- T. s. savana: centraal en zuidelijk Zuid-Amerika en de Falklandeilanden.

## Status
De grootte van de populatie is in 2008 geschat op 5-50 miljoen volwassen vogels. Op de Rode lijst van de IUCN heeft deze soort de status niet bedreigd.